# Adriana Asti
Adriana Asti (Milaan, 30 april 1931 – Rome, 31 juli 2025) was een Italiaans actrice.
Asti begon haar acteercarrière aan de stadsschouwburg van Bozen. Al gauw ging ze werken voor het Piccolo Teatro in Milaan en het Teatro Stabile in Turijn. Door haar nasynchronisatiewerk kwam ze vanaf 1956 terecht in de filmwereld. Ze werkte samen met regisseurs als Luis Buñuel, Luchino Visconti en Bernardo Bertolucci. Met Bertolucci was ze ook een tijdlang getrouwd.
Asti overleed op 94-jarige leeftijd.

## Filmografie (selectie)
- 1956: Città di notte
- 1959: Arrangiatevi!
- 1960: Rocco e i suoi fratelli
- 1961: Accattone
- 1962: Il disordine
- 1964: Prima della rivoluzione
- 1968: I visionari
- 1969: Metti, una sera a cena
- 1971: Homo Eroticus
- 1972: Ludwig
- 1974: Le Fantôme de la liberté
- 1975: La Faille
- 1975: Zorro
- 1977: L'eredità Ferramonti
- 1979: Caligula
- 1989: Il prete bello
- 1995: A hetedik szoba
- 1996: Le Cri de la soie
- 1996: Les Allumettes suédoises
- 2003: La meglio gioventù
- 2006: Karol, un Papa rimasto uomo
- 2008: L'ultimo Pulcinella
- 2011: Impardonnables